# カメオ出演

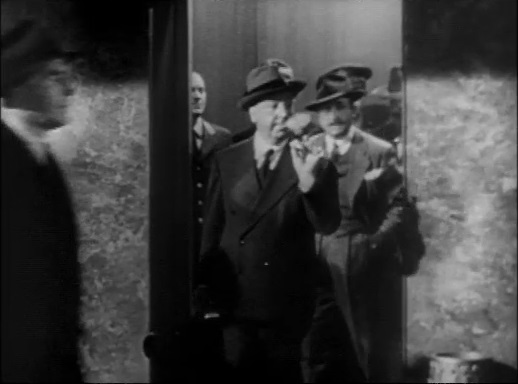
映画『白い恐怖』にカメオ出演するアルフレッド・ヒッチコック

カメオ出演（カメオしゅつえん、cameo appearance / cameo role）は、俳優や歌手・監督・漫画や小説などの原作者、時には政治家やスポーツ選手などがゲストとしてとても短い時間、映画やドラマ・アニメ・舞台に出演すること。遠目からでもはっきりと分かる装飾品のカメオからそう呼ばれるようになったが、元々は主役以外に有名スターを起用することを意味していた。英語のcameoには「名場面」「山場」という意味もある。
日本国外では単に「cameo」と呼ばれることもある。スーパーエキストラという扱いの場合もある。

## 事例

### 実写作品
監督や主演俳優（女優）の友人や、原作者、作品のモデルとなった人物や作品に由縁の深い人物などが出演する。端役以下がほとんど。
- チャールズ・チャップリンは自作のうち『巴里の女性』（1923年）および『伯爵夫人』（1967年）では監督・脚本に専念したが、どちらにも一瞬だけカメオ出演している[2][3]。他監督の作品でのカメオ出演については、チャールズ・チャップリンの映画作品一覧#カメオ出演を参照。
- 1924年には、エリック・サティとその友人たちが無声映画『幕間（英語版）[4]』（バレエ『本日休演』の幕間に上映された）に出演した。
- アルフレッド・ヒッチコックは自身の監督した作品（1927年 - 1976年）に頻繁に出演している（詳細はアルフレッド・ヒッチコックのカメオ出演一覧を参照）。
- 1933年の『キング・コング』には、監督のメリアン・C・クーパー、アーネスト・B・シュードサックがカメオ出演している。クーパーはキングコングを攻撃する飛行機のパイロットを、シュードサックはキングコングを射殺する機関銃の狙撃手を演じている[5]。
- 1950年の『サンセット大通り』には、バスター・キートンやセシル・B・デミルが、本人役でカメオ出演している[6][7]。
- 1956年の『八十日間世界一周』には、フランク・シナトラ、マレーネ・ディートリッヒ、バスター・キートンらがカメオ出演している[8]。それ以来、カメオ出演はハリウッドなどでもお遊びとして取り入れられ、監督の人脈が映画の中で活かされている[要出典]。
- 小説『野獣死すべし』が1959年に映画化された際、原作者の大藪春彦が学生役でカメオ出演している。
- パブロ・ピカソは、ジャン・コクトー監督の映画『オルフェの遺言（フランス語版）』（1960年）に自身の役でカメオ出演している。
- 『おかしなおかしなおかしな世界』（1963年）には、三ばか大将、ジェリー・ルイス、ジャック・ベニー、バスター・キートンがカメオ出演している[9]。
- テレビドラマ『あかつき』（1963年 - 1964年）第235話に原作者の武者小路実篤が出演している[10]。
- 脚本家の金城哲夫は、テレビドラマ『ウルトラQ』（1966年）第10話「地底超特急西へ」および同『ウルトラマン』（1966年 - 1967年）第18話「遊星から来た兄弟」（脚本も担当）にカメオ出演している[11][12]。
- 『忍者ハットリくん忍者怪獣ジッポウ』（1967年）第18話「ジッポウの病気は特大でござる」には、原作者の藤子不二雄が本人として出演している[13][14]。
- 『私が棄てた女』（1969年、日活）には原作者の遠藤周作が医者役でカメオ出演している。
- 『仮面ライダー』第84話「危うしライダー！イソギンジャガーの地獄罠」（1972年）では、原作者の石ノ森章太郎（当時は「石森章太郎」名義）が釣り人役で出演している[15]。
- 『日本沈没』（1973年）では原作者の小松左京が研究員として出演している[注 1]。
- リチャード・マシスンは、『ゴッドファーザー PART II』（1974年）および『ある日どこかで』（1980年）にカメオ出演している。
- 『仮面ライダーX』第12話「超能力少女をさらえ！」（1974年）では、当時「超能力者」として話題になっていた関口淳が出演している[16]。
- 映画『ジョーズ』（1975年）において、原作者であるピーター・ベンチリーがカメオ出演している[17]。
- 映画『犬神家の一族』（1976年）において、原作者の横溝正史と製作の角川春樹がカメオ出演している[18][19]。
- 特撮テレビドラマ『快傑ズバット』（1977年）第10話「野球の敵を場外へ飛ばせ」では、原作者の石森章太郎が架空のトーク番組に出演した元プロ野球選手の同姓人物（石森選手）役[注 2]でカメオ出演しているが、脇役（メインゲスト）として扱われており、中盤以降から本編終了まで台詞無しながら一貫して出演した。
- 『あかんたれ』の1977年4月8日放映回に、萩本欽一がカメオ出演している。『欽ちゃんのドーンと24時間』の一環[20][21]。
- 『白昼の死角』（1979年）の映画版で、原作者の高木彬光がエキストラでカメオ出演している。
- スティーヴン・スピルバーグは、『ブルース・ブラザース』（1980年）、『インディ・ジョーンズ/魔宮の伝説』（1984年）、『グレムリン』（1984年）、『オースティン・パワーズ ゴールドメンバー』（1997年）、『バニラ・スカイ』（2001年）にカメオ出演している。
- 映画『2010年』（1984年）において、原作者のアーサー・C・クラークがカメオ出演している。
- TBSの2時間ドラマ『翔んでる警視』（1986年）および『翔んでる警視II』（1987年）には、原作者の胡桃沢耕史がカメオ出演している。
- 映画『地獄のデビル・トラック』（1986年）や『ペット・セメタリー』（1989年）などでは、原作者のスティーヴン・キングが出演している。
- 『漂流教室』（1987年）[22]に本多猪四郎が、きみ夫人と共にカメオ出演している[23]。
- マイルス・デイヴィスは『3人のゴースト』（1988年）にストリート・ミュージシャン役でカメオ出演している。
- 『とんぼ』（1988年）の鹿児島パートで、同県にあるTBS系列局の南日本放送（MBC）アナウンサーである植田美千代[注 3]が、近隣住民の役でカメオ出演した。植田は、主演の長渕剛（本作は、自身の楽曲を原作かつ主題歌とし、長渕の主演作品としては初めて地元・鹿児島県を舞台としている）が無名時代から帰省するたびに必ず会うほど親交が深かった。カメオ出演は本人の意向による友情出演で、系列局所属のアナウンサーということから実現したものだった。
- 細川護煕は勅使河原宏監督の映画『利休』（1989年）に織田有楽斎役で1カットのみカメオ出演している。
- 『大誘拐 RAINBOW KIDS』（1991年）では、山藤章二と景山民夫がカメオ出演している[24]。
- 映画『ケープ・フィアー』（1991年）では、元作品の『恐怖の岬』（1962年）の主役だった、ロバート・ミッチャム、グレゴリー・ペック、マーティン・バルサムの三人が、それぞれ前作とは別の役でカメオ出演している。
- 『ホーム・アローン2』（1992年）では、プラザホテルにおける室内の撮影を許可する条件として、製作当時は実業家にして同ホテルのオーナーであったドナルド・トランプをカメオ出演させることが提示されたと、後にクリス・コロンバス監督が明かしている。
- 『S.W.A.T.』（2003年）には『特別狙撃隊S.W.A.T.』（1975年-1976年）の出演者たちが、『特攻野郎Aチーム THE MOVIE』（2010年）には『特攻野郎Aチーム』（1983年-1987年）の出演者たちが、それぞれカメオ出演している。
- 実写映画『デビルマン』『キューティーハニー』（2004年）それぞれに原作者の永井豪がカメオ出演している。
- 2005年版『キング・コング』では、1976年版『キングコング』で造形物を手掛けスーツアクターも務めたリック・ベイカーが、パイロット役でカメオ出演している[25]。
- 『こちら葛飾区亀有公園前派出所』のテレビドラマ版（2009年）および実写映画化版（2011年）では、両津勘吉（香取慎吾）の父親である両津銀次役にテレビアニメ版（1996年）の両津勘吉役であるラサール石井が起用されている。テレビドラマ版の両津勘吉は自宅暮らしのドラマオリジナル設定となっているため、毎回登場する脇役であった。祖父の両津勘兵衛役を旧実写映画版（1977年）の両津巡査役であるせんだみつおを起用する案があったが、作品そのものの出演は無かった。[要出典]
- 金曜ロードSHOW!のスペシャルドラマ『リバース〜警視庁捜査一課チームZ〜』（2013年）は、1月25日放送予定分の本編に3月まで同枠で前座パートで出演されていた加藤清史郎がチョイ役で出演している。延期後の4月5日に放送された分には降板済みということでカット・当初予定分でお蔵入りとなっていたパートへの差し替えを余儀なくされたが、加藤清史郎が出演されていないパートを本編として収録した7月24日発売のDVD・Blu-Ray版は、加藤清史郎が出演するパートが特典映像ながらビデオスルーという形で日の目を見ることになった。
- Amazonビデオのドラマ『プリティ・シュート!』（2015年）では、原作者のアレックス・モーガンが本人役でカメオ出演している。
- 特撮映画『シン・ゴジラ』（2016年）では、総監督の庵野秀明が声のみだが消防隊員役でカメオ出演している。
- 『西村京太郎サスペンス 十津川警部シリーズ』（2017年-2019年）第3・4話には原作者・西村京太郎と瑞枝夫人がカメオ出演した。
- 『オズランド 笑顔の魔法おしえます。』（2018年）は、原作小説（オズの世界）の物語を再現する観点により、主要な舞台となるグリーンランド（荒尾市）で、高台にある巨大なくまモンのFRP製人形もサブ舞台のひとつで、台詞毎登場する。最終シーンである東京の架空イベント会場で、映画オリジナル要素として着ぐるみのキャラクターとしてのくまモンがアテンドであるくまモン隊のお姉さんも含めてエキストラで出演する。熊本県が持つライセンスの証拠でカメオ出演する珍しい事例。
- Netflixオリジナル映画『浅草キッド』（2021年）では、ヒップホップユニット「Creepy Nuts」がカメオ出演した[26]。
- インタビュー書籍『活動遺産』（2024年）では、編者の清古尊と実業家の松尾茂文が、表紙に後ろ姿のみで出演している。なお、本編には松尾本人へのインタビューは含まれていない。
- チャニング・テイタムは「宇宙戦争」(2005)でトム・クルーズの後ろで逃げる市民、「ブレット・トレイン」(2022)で旅行者の役で出演している。

### アニメ作品
- 『クレオパトラ』（1970年）には、『サザエさん』『カムイ外伝』『ハレンチ学園』『あしたのジョー』といった作品のキャラクターがカメオ出演している[27][28]。
- 『サザエさん』1971年10月3日放送の「謎の訪問者」には、原作者の長谷川町子が登場した[29]。
- 『ロジャー・ラビット』（1988年）は、ウォルト・ディズニー・カンパニーの大人向け映画ブランドのタッチストーン・ピクチャーズの作品で、アニメキャラクターが合成の形で出演する実写映画のひとつである。脇役までの登場アニメキャラクターはオリジナルがメインで、一応ディズニーキャラクターではあるが、版権保有元のディズニーやルーニー・テューンズ[注 4]を主とした1930年代から1940年代までのテクニカラーを中心とした往年のアニメキャラが著作権の垣根を越えてカメオ出演している。それ以外では、唯一モノクロで描かれたベティ・ブープや、キャラクター自体の出演の許可を獲られず、台詞のみに留まったトムとジェリー[注 5]の代替キャラクターとして起用されたドルーピーに、ウッディー・ウッドペッカーも出演の許可を受けている。
- 『冒険遊記プラスターワールド』（2003年 - 2004年）と『スパイダーライダーズ　〜オラクルの勇者たち〜』（2006年 - 2007年）では、浅川悠、関俊彦などといった声優が基本的に出演していることが多い[疑問点 – ノート]。『プラスターワールド』のガブリオンや『スパイダーライダーズ』のシーバップ・マリナーは髪型もほぼ異なっているが、声優は共に大林隆介が務めている[疑問点 – ノート]。『アソボット戦記五九』と『カミワザ・ワンダ』では、タイトル通り「五九」と「ワンダ」という名前が精通しているが、声優はこの時のものと同じ山口勝平が演じていた[疑問点 – ノート]。カルテットのカスパーとファクトプロミンのバキューミンの声優はいずれも小杉十郎太である[疑問点 – ノート]。また主に『五九』のBoAや『ワンダ』のHKT48のメンバーが声優も務めたりもする。そのため、『プラスターワールド』や『五九』とは声優も共通している[疑問点 – ノート]。
- 『シナモン the MOVIE』（2007年）は、サンリオキャラクターがメインの映画で、著作権を保有するサンリオがクロスオーバーに積極的であるため、エンドクレジットタイトルの静止画部分に外部のサンリオキャラクターがカメオ出演しており、キティ、ばつ丸、クリリン、マイメロディ、プリンの順である。ヤフーが製作委員会に参加している関係で、Yahoo! きっずマスコットキャラクターでサンリオキャラクターも兼ねる「ちょボット」も他のサンリオキャラクターと同じクレジットタイトルにカメオ出演している。
- 『カードファイト!! ヴァンガード』のアニメ版（2011年 - ）では、ミルキィホームズシリーズは同じブシロードの自社版権同士であり、主題歌も複数担当していたことから、ミルキィホームズのメンバーが背景のみではあるが、複数話に渡って積極的にカメオ出演している（同じく、『バンドリ!シリーズ』のRAISE A SUILENのメンバーも背景のみではあるがカメオ出演している）。
- 『この世界の片隅に』（2016年）などのアニメ映画数作品では、A応Pのメンバー全員が声優としてカメオ出演を行っている。
- 『映画ドラえもん のび太の新恐竜』（2020年）では、ドラえもん達が間違えて行ったジュラ紀の日本における場面で、『ドラえもん のび太の恐竜』のピー助がカメオ出演している。『映画ドラえもん のび太の恐竜2006』でピー助を演じた神木隆之介が引き続き声を充てている。
- 『ザ・スーパーマリオ・ブラザーズ・ムービー』（2023年）ではマリオと似た風貌のモブキャラクターの男性であるジュゼッペとマリオの父親の声をゲーム版マリオの初代公式声優（1996年 - 2023年）であったチャールズ・マーティネーが担当している。
- 『名探偵コナン』の劇場版シリーズでは、版元である小学館の児童・少年向け雑誌が合同で出演声優を読者から募集しており、モブキャラクターとして登場した主要読者と同世代の人物を担当している。
- 旧ジャニーズ事務所所属タレントが主題歌を担当した民放のテレビアニメは、『こちら葛飾区亀有公園前派出所』・『犬夜叉』などのように起用中に限り、同事務所の意向を反映する形でメンバーがゲスト出演されているエピソードが制作されている。『姫ちゃんのリボン』は、原作漫画のストックが無いことへの策により、主題歌を担当したSMAPのメンバー全員（放送当時は6人）がゲスト出演するエピソードが製作された。モブキャラ役での起用例もあり、『キャプテン翼』のテレビアニメ第4作には、オープニングテーマの定位置を務めるジャニーズWEST→WEST.の脇役メンバーが出演している。メンバーの脇役格までにおける出演が無いことへの代替措置。
- 新海誠監督の映画作品において、前作の主要登場人物を積極的にカメオ出演させており、出演する作品の設定年での年齢で登場する。大抵は前作と同じ声優が担当し、通常は物語の進行に一切関わらない程度だが、場合によっては、物語の進行に関わる重要人物となる場合がある（『天気の子』でアクセサリーショップの店員となった『君の名は。』の宮水三葉など）。
- 名古屋テレビ制作の日曜朝アニメに登場するカメオキャラが続々登場した。登場したキャラクターは以下の通り。
  - クラッシュギアシリーズではウィズの社長・横井昭裕をモデルにした「横沢アキヒコ」が登場しており、1回目は『激闘!クラッシュギアTURBO』で解説者として登場し、2回目は『クラッシュギアNitro』で編成担当の立松大和（当時名古屋テレビ放送アナウンサー兼編成局）が声を当てていた司会者が、回答者の一人として登場している。
  - 『かいけつゾロリ』、『まじめにふまじめ かいけつゾロリ』、『もっと!まじめにふまじめ かいけつゾロリ』では原作者の原ゆたかが本人をイメージしたキャラクターが特徴であるが、原自らが声を務めている。なお原は様々な脇役として声優を務めていた。
  - 『古代王者 恐竜キング Dキッズ・アドベンチャー』シリーズでは、カワモトP（名古屋テレビ放送のプロデューサー・川本謙一をモデルとしている）がTV局のプロデューサーに扮して登場。滝波アナウンサーと共にニュースのプロデューサーを担当した。続編の「翼竜伝説」にも引き続き登場している。その後『バトルスピリッツ 少年突破バシン』で「バトスピTV」のプロデューサーとして活躍した。
  - バトルスピリッツシリーズおよび『トライブクルクル』、『ブレイブビーツ』ではシリーズ構成兼脚本担当の冨岡淳広をモデルとしたキャラクター・トミオカJr.が他作品にて度々登場。なお、トミオカJr.についての各作品は以下の通り。
    - 『バトルスピリッツ 少年激覇ダン』（受付係）
    - 『バトルスピリッツ ブレイヴ』（オペレーター）
    - 『バトルスピリッツ 覇王』（バトスピカードショップの店員）
    - 『バトルスピリッツ ソードアイズ』（お土産屋の店長）
    - 『最強銀河 究極ゼロ 〜バトルスピリッツ〜』（リクトとライラが通う小学校の担任）
    - 『トライブクルクル』（ディレクター）
    - 『ブレイブビーツ』（ガイド）

  - トミオカJr.は『ダンボール戦機』シリーズでも、アニメでは脇役で登場しているが、ゲームではプレイヤーキャラクターとして頻繁に登場している。
- 以上のように上記の原ゆたか以外は本人をモデルとしていたキャラクター3名は別の声優が声を当てていたため、このような人物には別個に関係する措置が取っていた。

### 漫画作品
- 『おそ松くん』の「クリーニング屋まじめにやれよ」には、『オバケのＱ太郎』のキャラクターの小池さんがカメオ出演している（曙出版版9巻[30]、竹書房版8巻、電子書籍版9巻[31]に収録）[32]。
- 『いじわるばあさん』には、創作のヒントになった漫画『エゴイスト』の主人公がカメオ出演している[33]。また、作者がカメオ出演したこともある[34]。
- 『サザエさん』には、作者がカメオ出演したこともある[34]。
- 『マーダーライセンス牙』の第21話「日本人の選択」には、掲載誌『スーパージャンプ』に同時期に連載していた『アイディア半太』の主人公がカメオ出演している[35]。

### オーディオドラマ
- CD『究極超人あ～る』（1987年）収録のドラマには、原作者のゆうきまさみが出演している[36]。

### 複数メディア
- スタン・リーもマーベル・コミックの作品の映像化作品においてたびたび端役で出演することで知られており、実写作品や、アニメーション作品（本人に似せたキャラクターで、原語版のCVも担当していた）共々関係なく出演されていた。原作コミックの中でも例えば『アベンジャーズ・アニュアル』においてルーク・ケイジの結婚式の場面で神父役を務めている。なお、スタン・リーはカメオ出演した映画の興行収入が世界一の俳優として、ギネス世界記録に認定されている[37][38]。
- 作家の筒井康隆は、自身の小説が原作のドラマ（『世にも奇妙な物語』「最後の喫煙者」、『富豪刑事』）や映画（『日本以外全部沈没』）、長編アニメ（『パプリカ』）にカメオ出演している。
- 漫画家の島本和彦は、自身の作品を原作とする映像作品（アニメの声優や、実写は本人自身が直接出演）やコンピュータゲームのCVに度々カメオ出演している。具体例としては、ドラマ『アオイホノオ』最終話のゲストであるバイク屋の店主役など。2022年に発売・配信された『ライブ・ア・ライブ』HD-2Dリマスター版の近未来編（島本和彦が登場キャラクターの原画を担当）にも出演している。
- レッド・エンタテインメントの創業者である広井王子は、『銀河お嬢様伝説ユナシリーズ』（コンピュータゲームを原作としたメディアミックス）の神楽坂優一郎（脇役）や、『サクラ大戦4 〜恋せよ乙女〜』では唯一の声付きによるオリジナルキャラクターである大久保長安（ゲームのみ）のCVを担当していた。特に後者は、10ヶ月という極めて短い開発期間の関係による肖像権利用許諾や出演交渉を省くための止むを得ない措置に加え、前者シリーズでの実績を踏まえての起用だった。
- 『冒険遊記プラスターワールド』と『アソボット戦記五九』の両作品で、『プラスターワールド』のビートマ、ワイバースト、トウマが、『五九』の五九、サンゾーが夢の共演を果たし「みんなで見よう!火木アニメ6」として、各作品とのコラボを行なっていた。